# The Luchagors (album)
The Luchagors è l'unico album studio dell'omonimo gruppo punk rock statunitense, pubblicato dall'etichetta discografica Hellcat Records nel 2007.

## Tracce
1. White Boy – 2:49
2. Miracle – 2:22
3. All There Is – 3:08
4. Already Gone – 3:27
5. Burn – 2:47
6. Daddy's Girl – 2:43
7. Goodbye – 3:35
8. Janice – 3:04
9. Bastard – 3:08
10. Crazy World – 2:30
11. March of the Luchagors – 1:53

## Formazione
- Amy Dumas – voce
- Jay Hedberg – basso
- Troy King – batteria
- Shane Morton – chitarra